# 鐵鉤船長
《鐵鈎船長》（英語：Hook）是一套1991年首映的美國家庭喜劇電影，由斯蒂芬·斯皮尔伯格執導，羅賓·威廉斯、德斯汀·荷夫曼、茱莉娅·罗伯茨及瑪姬·史密芙等主演。電影雖然沿用了詹姆斯·馬修·貝瑞之著名小說《小飛俠》中的人物，但故事卻是新編的。

## 劇情
成功的舊金山公司律師彼得班寧已經成為一個工作狂，他與妻子莫伊拉以及他們的孩子傑克和瑪吉的關係變得緊張。承諾至少參加傑克的一場棒球比賽，但錯過了本賽季的最後一場比賽，彼得和失望的家人飛往倫敦探望莫伊拉的祖母溫迪·達林。在倫敦，彼得、莫伊拉和溫蒂在大奧蒙德街醫院參加了一場紀念溫蒂的慈善晚宴，把溫蒂的老朋友圖爾斯和她的管家麗莎留給了孩子們。當他們返回時，他們發現房子被闖入，孩子們失踪了，還有負責人詹姆斯虎克船長的贖金票據。彼得牽涉到當局，但他們無能為力，溫蒂堅持認為只有他才能拯救傑克和瑪吉，因為他真的是彼得潘。
彼得拒絕相信她。後來，在托兒所裡，他遇到了小叮噹，小叮噹帶著精靈塵將他帶到了夢幻島。她把彼得扔進了虎克的海盜避風港，在那裡他在看到他的孩子們展示後向斯米和虎克展示了自己。虎克驚訝地看到彼得變得如此虛弱和蒼老，向他挑戰飛行並拯救他的孩子，準備在他失敗時處決他。小叮噹介入並說服虎克釋放彼得，並承諾在接下來的三天內訓練他進行戰鬥，並為他提供他想要的戰鬥。在意外落水並被夢幻島美人魚救下後，彼得被帶到了現在由魯菲奧領導的失落男孩的藏身處。男孩們起初嘲笑彼得，但最終認出了他並訓練他，鼓勵他利用自己的想像力幫助他恢復記憶和能力。
與此同時，虎克對他不會對彼得進行真正的報復感到絕望，直到斯米建議他們操縱班寧的孩子們改變立場。這對瑪吉不起作用，但傑克因彼得一再違背諾言而動搖了。虎克讓海盜們打棒球，彼得在試圖偷走虎克的名字時看到了棒球。看到傑克把虎克當作父親的形象感到沮喪，彼得帶著新的決心回到了失落男孩的營地。在看到他的影子獨立移動後，彼得跟隨它，發現了溫蒂和她的兄弟們曾經住過的原始樹屋。在裡面，小叮噹幫助彼得回憶起他在 1900 年代初是如何迷路的，被她帶到夢幻島，經歷了許多冒險，以及當他第一次遇到寵兒時。他還回憶起在達林一家回到倫敦後經常拜訪溫蒂，直到溫蒂老了回去。雖然傷心欲絕，但彼得愛上了溫蒂的孫女莫伊拉並選擇留下來，因為他渴望成為父親，並被班寧家收養，但以他的記憶為代價。
回憶起傑克的出生是一種強烈而快樂的想法，它恢復了彼得的飛行能力，使他重新成為彼得潘。魯菲奧將他的劍交給彼得以表示敬意，迷失男孩們慶祝，那天晚上，小叮噹用一個吻表達了她對彼得的愛。然而，彼得仍然選擇了他的家人並表達了他對莫伊拉的愛。雖然被拒絕讓小叮噹心碎，但小叮噹接受了這一點，並鼓勵他去拯救他的孩子。
第二天，彼得和迷路男孩在傑克注視下與虎克和他的海盜作戰。彼得救了瑪姬，虎克的船員投降，但魯菲奧與虎克決鬥並受了致命傷。臨終時，魯菲奧希望他能有一個像彼得這樣的父親。傑克意識到他的父親，他們和解了。彼得與虎克決鬥並擊敗了他，於是虎克被鱷魚標本剝制的復活屍體吞噬。小叮噹把傑克和瑪姬帶回倫敦，彼得在離開前任命年輕的失落男孩 Thud Butt 為繼任者。
彼得在肯辛頓花園醒來，看到一個像斯米先生的人在清掃附近的一些空瓶子。小叮噹出現並在離開前向彼得含淚告別。在溫蒂家與家人團聚後，彼得決定花更多的時間在他們身上。彼得把他的舊彈珠袋（Thud Butt 之前給過彼得的）交給了前迷路男孩圖圖斯，圖圖斯高興地用精靈粉灑了自己，然後起飛了。彼得和他的家人看著圖圖斯飛回夢幻島，溫蒂說他們的冒險真的結束了。彼得反駁說“活著將是一次非常大的冒險”。

## 角色
- 羅賓·威廉斯 飾演 彼得·班寧/彼得潘（Peter Banning/Peter Pan）
- 萊恩·法蘭西斯 飾演 年輕彼得潘（Young Peter Pan）
- 麥克斯·霍夫曼 飾演 嬰兒彼得潘（Infant Peter Pan）
- 達斯汀·霍夫曼 飾演 虎克船長（Captain Hook）
- 茱莉亞·羅勃茲 飾演 小叮噹（Tinker Bell）
- 麗莎·威爾霍伊特 飾演 年輕小叮噹（Young Tinker Bell）
- 鮑伯·霍斯金斯 飾演 史密（Smee）
- 瑪姬·史密斯 飾演 溫蒂·達令（Wendy Darling）
- 葛妮絲·派特洛 飾演 年輕溫蒂·達令（Young Wendy Darling）
- 查理·寇斯摩 飾演 傑克·班寧（Jack Banning）
- 安柏·史考特 飾演 瑪姬·班寧（Maggie Banning）
- 卡洛琳·古德 飾演 茉伊拉·班寧（Moira Banning）
- 但丁·巴斯可 飾演 魯菲奧（Rufio）
- 亞瑟·馬雷特 飾演 圖特爾斯（Tootles）
- 傑森·費雪 飾演 失落的男孩（Lost Boys）
- 詹姆斯·馬迪歐 飾演 失落的男孩（Lost Boys）
- 凱莉·羅溫 飾演 彼得潘的母親（Peter Pan's mother）
- 菲爾·柯林斯 飾演 英國警務督察（English police inspector）
- 大衛·克洛斯比 飾演 虎克的海盜成員（Members of Hook's pirate crew）
- 吉米·巴菲特 飾演 虎克的海盜成員（Members of Hook's pirate crew）
- 葛倫·克蘿絲 飾演 男海盜（Male pirate）
- 喬治·盧卡斯 飾演 某一對夫妻的丈夫（The couple）
- 嘉莉·費雪 飾演 某一對夫妻的妻子（The couple）

## 遊戲
此片曾被日本的Irem公司的改編成街机游戏（電子游戏），並在1992年发行。

## 外部連結
- 互联网电影数据库（IMDb）上《鐵鉤船長》的资料（英文）
- AllMovie上《鐵鉤船長》的资料（英文）
- 豆瓣电影上《鐵鉤船長》的資料 （简体中文）
- 爛番茄上《鐵鉤船長》的資料（英文）
- Box Office Mojo上《鐵鉤船長》的資料（英文）